# レオポルト・コーラー
レオポルト・コーラー（Leopold Kolar, 1919年7月23日 - 2003年）は、ウィーン・フィルハーモニー管弦楽団のチューバ奏者。ウィーン国立音楽大学チューバ教授。

## 経歴
オーストリアのウィーナー・ノイシュタットで生まれる。1937年よりヴァイオリンとヴィオラをウィーン音楽アカデミー（現ウィーン国立音楽大学）でJ.モラウェッツ教授（ウィーン・フィルハーモニー管弦楽団ソロ・ヴィオラ奏者）に師事。1940年より同アカデミーでチューバをF.クナプケ教授（ウィーン・フィルハーモニー管弦楽団チューバ奏者、1928年にウィンナ・チューバと同じ6ロータリーのFコントラバス・トロンボーンを開発）より学ぶ。当時、ウィーナー・ノイシュタット・オーケストラのコンサートマスターを務めた。
1945年にウィーン・フィルハーモニー管弦楽団、ウィーン国立歌劇場のチューバおよびヴァイオリン奏者として入団。ウィーン・フィルハーモニー管弦楽団では代々のチューバ奏者はベルリンより招聘しており、オーストリア人として初めてのチューバ奏者であった。1949年まではヴァイオリン奏者としても活動。ムジークフェライン大ホールやウィーン国立歌劇場の舞台を中心に、優れたチューバ演奏でウィーンの響きに貢献した。
ウィーン・フィルハーモニー管弦楽団を1971年に退団。1948年から1986年までウィーン国立音楽大学のチューバ教授も務めた。

## 日本との関係
ウィーン・フィルハーモニー管弦楽団の最初期の日本公演に2回帯同。1959年の来日ではカラヤン指揮のブルックナー交響曲第8番などの演奏を残した（同曲の日本初演）。

## 演奏 スタイル
ウィンナ・チューバを中心に使用しながら、一貫してヨーロッパの透明でダイレクトなチューバの響きを追究し、アメリカの奏者に多いダークな響きのチューバ演奏とは一線を画していた。独自のエチュードとともに、ワーグナーの『ニーベルングの指環』の直筆チューバ譜を完成。ブルックナーの交響曲、宗教曲の直筆チューバ譜も残した。

## 録音
録音においては、クナッパーツブッシュのブルックナー交響曲第5番やワーグナー『ワルキューレ』第1幕、シューリヒトのブルックナー交響曲第8番や第9番、ショルティのワーグナー『ニーベルングの指環』やブルックナー交響曲第8番等のウィーン・フィルハーモニー管弦楽団の歴史的な名盤収録に参加している。

## 弟子
1948年から1986年までウィーン国立音楽大学のチューバ教授として、Fウィンナ・チューバとBB♭チューバを指導し、ヨーゼフ・フンメル（Josef Hummel, ウィーン・フィルハーモニー管弦楽団チューバ奏者）、ゲルハルト・ゼックマイスター（Gerhard Zechmeister （新しいFウィンナ・チューバ及びFコントラバス・トロンボーンを開発）など幾多の逸材を育てた。